# منافسات كرة اليد في الألعاب الأولمبية الصيفية 2008
| كرة اليد في ألعاب أولمبية صيفية 2008 |
| ------------------------------------ |
| المنافسات                            |
| رجال سيدات                           |
| التشكيلات                            |
| رجال سيدات                           |

منافسات كرة اليد في الألعاب الأولمبية الصيفية 2008 تقام في بكين في الفترة من 9 أغسطس إلى 24 أغسطس.

## المنافسات

### الرجال
| المجموعة أ - البرازيل - الصين - كرواتيا - فرنسا - بولندا - إسبانيا | المجموعة ب - الدنمارك - مصر - ألمانيا - آيسلندا - روسيا - كوريا الجنوبية |

### السيدات
| المجموعة أ - أنغولا - الصين - فرنسا - كازاخستان - النرويج - رومانيا | المجموعة ب - البرازيل - ألمانيا - المجر - روسيا - كوريا الجنوبية - السويد |